# Phyllomys unicolor
El rato-sauiá (Phyllomys unicolor) es una especie de roedor histricomorfo de la familia Echimyidae endémico del Brasil. 
El rato-sauiá fue clasificado por el naturalista alemán Andreas Wagner a mitad del siglo XIX. El único espécimen del rato-sauiá se encuentra actualmente en el Museo Senckenburg en Fráncfort del Meno, Alemania. 
El último registro del rato-sauiá data de 1824. Desde entonces no se había observado ningún individuo de esta especie animal. 
A pesar de no haberse observado en más de un siglo, el rato-sauiá no se ha sido clasificado con una especia extinta, y actualmente su estatus es de amenazado de peligro de extinción.
En diciembre de 2007, un ejemplar de esta especie fue hallado muerto en una trampa para ratas en el estado brasileño de Bahía. Esta constituye la más reciente evidencia de que la especie no se ha extinguido.